# Rhein-Erft-Kreis
Der Rhein-Erft-Kreis (1975 bis 2003 Erftkreis) ist eine Gebietskörperschaft mit 476.412 Einwohnern (31. Dezember 2023) im Westen von Nordrhein-Westfalen im Regierungsbezirk Köln. Er umfasst das dicht besiedelte Umland im Westen der Millionenstadt Köln sowie den dünner besiedelten Ostteil der Jülich-Zülpicher Börde zu beiden Seiten der namensgebenden Erft. Die Kreisstadt des Rhein-Erft-Kreises ist Bergheim, seine größte Stadt ist Kerpen. Der Kreis ist, gemessen an der Einwohnerzahl, der fünftgrößte Landkreis in Nordrhein-Westfalen und der neuntgrößte in Deutschland.

## Geographie

### Naturraum
Der Kreis hat eine Nord-Süd-Ausdehnung von 38 Kilometern und eine Ost-West-Ausdehnung von 28 Kilometern. Der höchste Punkt des Kreises befindet sich mit 205,8 m ü. NHN auf der Glessener Höhe östlich von Bergheim. Der nördliche Stommelerbusch, an der Pulheimer Stadtgrenze gegen Dormagen und Köln, verzeichnet eine Höhenlage von nur 42 m. Somit befindet sich dort der niedrigste Punkt des Kreisgebiets.
Der Kreis liegt im Zentrum der Kölner Bucht, direkt westlich von Köln. Er wird etwa mittig von Süd nach Nord von der Erft durchflossen. Mit der Stadt Wesseling hat der Kreis daneben auch einen kleinen Anteil am Rhein. Die Flusstäler der Erft und des Rheins werden im Kreisgebiet durch den Höhenzug der Ville voneinander getrennt. Große Teile des Kreisgebiets liegen im Rheinischen Braunkohlerevier. Der Braunkohleabbau hat die Landschaft vor allem entlang der Ville und im westlichen Teil des Kreises in den vergangenen Jahrzehnten deutlich geprägt. Mit Ausnahme von Pulheim und Wesseling waren alle Kommunen von Umsiedlungen und Landschaftsveränderungen im Zuge des Braunkohleabbaus betroffen. Mit Hambach und Garzweiler sind noch zwei aktive Braunkohletagebaue teilweise im Kreisgebiet gelegen. Als letzter Ort im Kreisgebiet wird Kerpen-Manheim für den Tagebau Hambach abgebaggert werden. Durch den Aushub der Braunkohletagebaue und in den später rekultivierten Flächen entstanden zahlreiche künstliche Erhebungen und Seen, vor allem entlang der Ville.

### Bewaldung

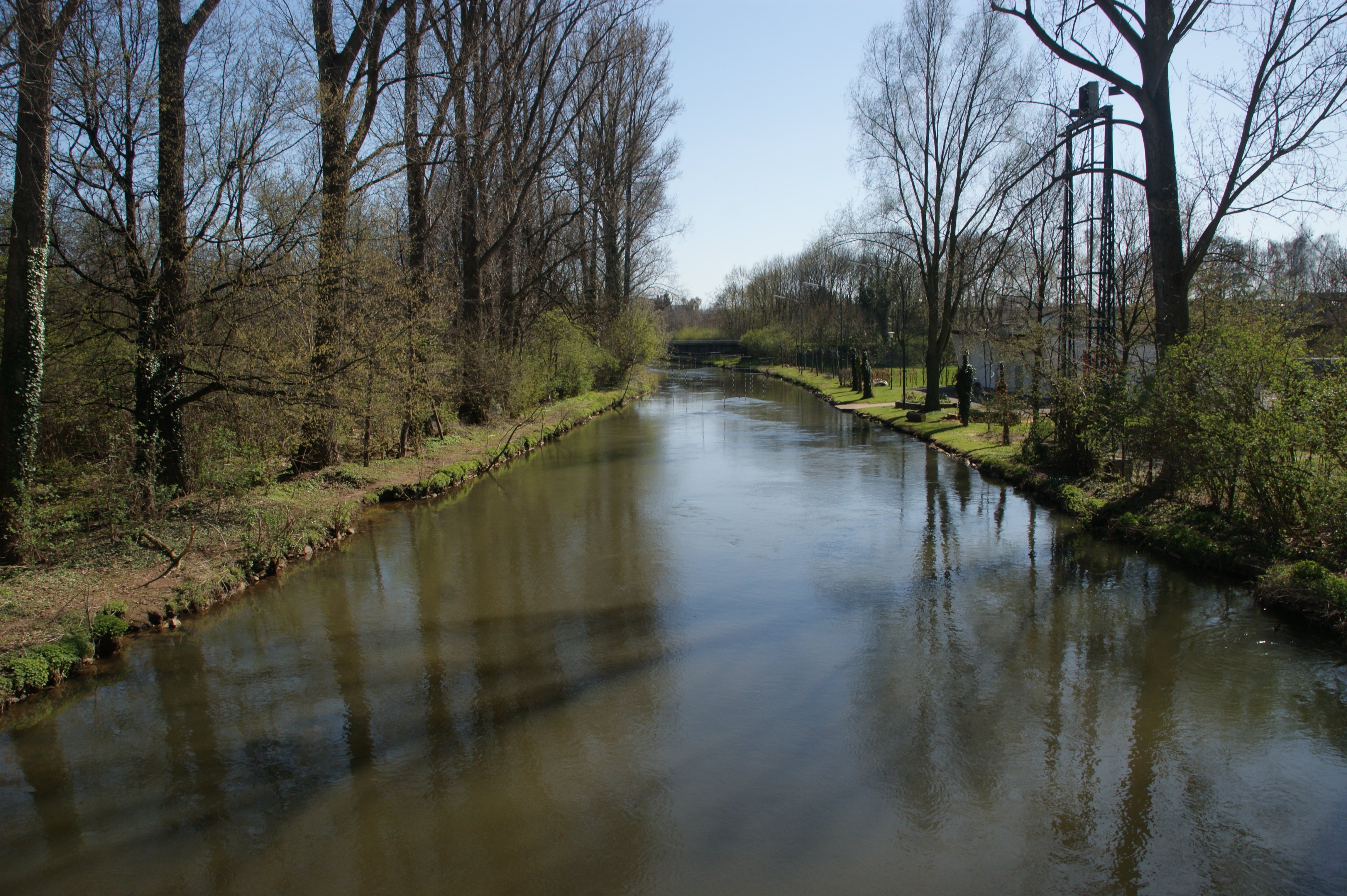
Die Erft in der Kreisstadt Bergheim

Der Rhein-Erft-Kreis zählt mit nur circa elf Prozent Waldanteil und einem Pro-Kopf-Anteil von circa 177 m² zu den waldärmsten Kreisen in Nordrhein-Westfalen. Der Landesdurchschnitt der bewaldeten Fläche von Nordrhein-Westfalen liegt bei circa 26 Prozent. Mit der beschlossenen Erweiterung des Braunkohletagebaus Hambach fielen nochmals circa 1300 Hektar Wald weg und der Waldanteil verringert sich damit weiter auf circa acht Prozent. Vor diesem Hintergrund wurde im Erftkreis ein Waldvermehrungsprogramm initiiert. Innerhalb von neun Pflanzperioden (1993/1994 bis 2001/2002) wurden bisher circa 150 Hektar neu aufgeforstet. Dies entspricht einer Neupflanzung von circa 750.000 heimischen Laubbäumen und Sträuchern. Die Städte Bedburg, Bergheim, Brühl, Erftstadt, Kerpen, Hürth, Pulheim und Wesseling unterstützen das Waldvermehrungsprogramm des Rhein-Erft-Kreises aktiv und haben, neben eigenen örtlichen Waldaktionen, bisher eine Fläche von gesamt etwa 40 Hektar für überregionale Aufforstungen bereitgestellt.

### Nachbarkreise und Nachbarstädte
An den Rhein-Erft-Kreis grenzen, im Norden beginnend im Uhrzeigersinn, der Rhein-Kreis Neuss, die kreisfreie Stadt Köln, der Rhein-Sieg-Kreis und die Kreise Euskirchen und Düren.

### Kommunen und Siedlungsstruktur

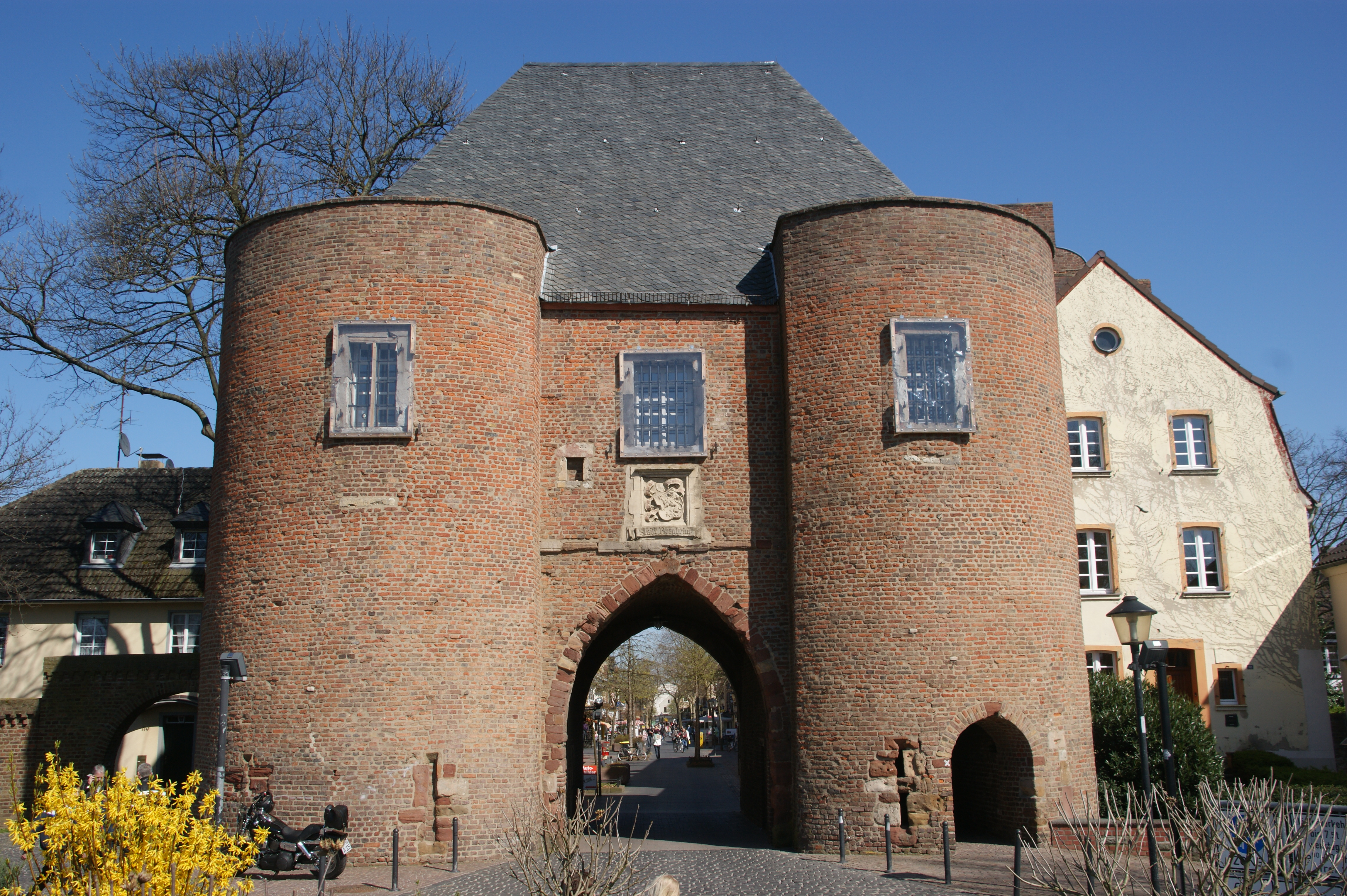
Bergheim Aachener Tor

Der Rhein-Erft-Kreis besteht aus zehn Kommunen. Er ist einer von nur vier Kreisen in Nordrhein-Westfalen, in denen sämtliche Kommunen Stadtrechte besitzen (zuletzt verliehen an Elsdorf 2011). Einwohnerstärkste Stadt des Kreises ist Kerpen, die kleinste Stadt ist Elsdorf. In Bezug auf die Siedlungsstruktur lassen sich die Kommunen grob in eine östliche und eine westliche Hälfte unterteilen. Die Trennlinie entspricht im Wesentlichen der ehemaligen Grenze zwischen den Kommunen des alten Landkreises Köln im Osten und den Kommunen der alten Landkreise Bergheim bzw. Euskirchen im Westen.
Die vier im Südosten gelegenen Städte Frechen, Hürth, Brühl und Wesseling weisen eine vergleichsweise kleine Fläche mit einer sehr hohen Bevölkerungsdichte auf. Die einzelnen Ortsteile sind hier inzwischen oftmals zusammengewachsen, auch der Übergang zu den benachbarten Kölner Stadtteilen ist an einigen Stellen kaum wahrnehmbar. Die Stadtteile von Pulheim im Nordosten sind schon deutlicher voneinander abgegrenzt, dazwischen befinden sich größere landwirtschaftliche Flächen. Die Stadt weist aber immer noch eine Bevölkerungsdichte deutlich über dem Kreisdurchschnitt auf.

Die fünf westlichen Kommunen sind hingegen flächenmäßig deutlich größer und im Vergleich dadurch wesentlich dünner besiedelt. Die flächenmäßig größte Kommune Erftstadt weist beispielsweise eine fast fünfmal größere Fläche auf als Wesseling, welches wiederum eine fast viermal höhere Bevölkerungsdichte besitzt. Im Westteil des Kreises finden sich dementsprechend zwischen den einzelnen Orten große landwirtschaftliche Flächen oder rekultivierte Gebiete der ehemaligen Braunkohletagebaue.
| Name      | Einwohner | Fläche     | Einw./km² | Status                         | AGS        |
| --------- | --------- | ---------- | --------- | ------------------------------ | ---------- |
| Bedburg   | 025.196   | 080.42 km² | 0313      | mittlere kreisangehörige Stadt | 05 362 004 |
| Bergheim  | 061.477   | 096.34 km² | 0638      | große kreisangehörige Stadt    | 05 362 008 |
| Brühl     | 045.398   | 036.12 km² | 1257      | mittlere kreisangehörige Stadt | 05 362 012 |
| Elsdorf   | 021.255   | 066.17 km² | 0321      | mittlere kreisangehörige Stadt | 05 362 016 |
| Erftstadt | 048.406   | 119.89 km² | 0404      | mittlere kreisangehörige Stadt | 05 362 020 |
| Frechen   | 052.304   | 045.06 km² | 1161      | mittlere kreisangehörige Stadt | 05 362 024 |
| Hürth     | 061.847   | 051.22 km² | 1207      | mittlere kreisangehörige Stadt | 05 362 028 |
| Kerpen    | 066.521   | 113.96 km² | 0584      | große kreisangehörige Stadt    | 05 362 032 |
| Pulheim   | 056.222   | 072.15 km² | 0779      | mittlere kreisangehörige Stadt | 05 362 036 |
| Wesseling | 037.786   | 023.37 km² | 1617      | mittlere kreisangehörige Stadt | 05 362 040 |
|           | 476.412   | 704.70 km² | 0676      | Rhein-Erft-Kreis               | 05 362     |

(Einwohnerzahlen vom 31. Dezember 2023)

## Geschichte

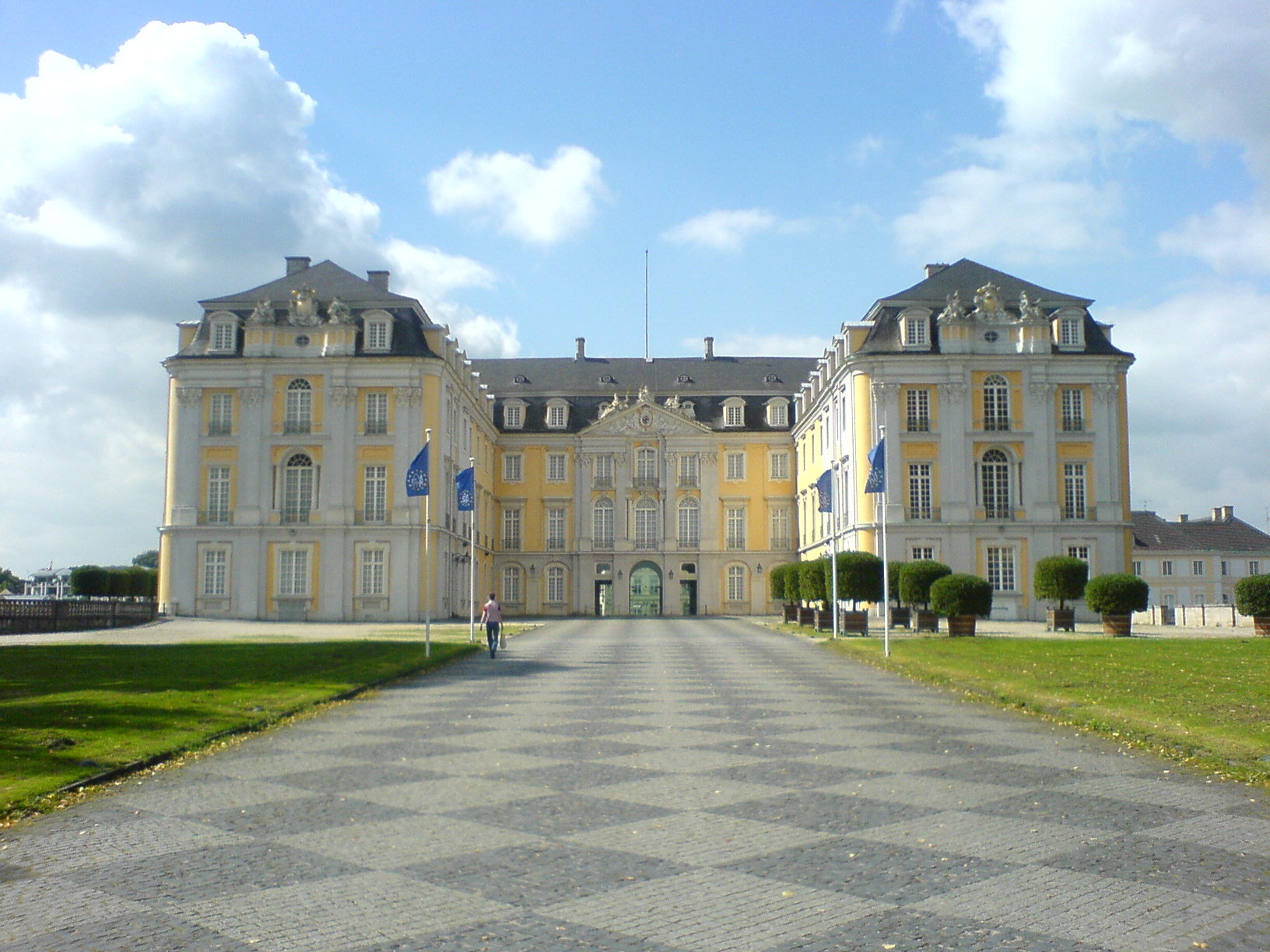
Schloss Augustusburg, Brühl

Der Rhein-Erft-Kreis wurde im Rahmen der Kreisreform gemäß § 26 Köln-Gesetz am 1. Januar 1975 unter der Bezeichnung Erftkreis aus den ehemaligen Kreisen Bergheim (Erft) und Köln (außer den Köln zugeschlagenen Teilen) sowie der Stadt Erftstadt des Kreises Euskirchen neu gebildet. Es gab zunächst zwei Verwaltungssitze, nämlich Hürth und Bergheim. Seit dem 3. September 1993 sind diese zu einem einzigen Sitz in Bergheim zusammengefasst. Am 1. Juni 1976 kam zum Kreisgebiet noch die Stadt Wesseling hinzu, die aus der Stadt Köln wieder ausgegliedert werden musste. Durch diese Veränderung erhielt der Kreis Zugang zum Rhein, blieb jedoch weiterhin nur nach der weitaus weniger bedeutenden Erft benannt.
Nachdem der Kreistag die Umbenennung des Kreises in Rhein-Erft-Kreis beschlossen hatte, genehmigte das Innenministerium von Nordrhein-Westfalen mit Wirkung vom 1. November 2003 den neuen Namen. Der Landrat nahm am 25. September 2003 die Urkunde zur Umbenennung entgegen. Der Kreis verspricht sich vom neuen Namen eine bessere internationale Vermarktung.

### Einwohnerstatistik
| \| Jahr \| Einwohner[4] \| \| ---- \| ------------ \| \| 1976 \| 383.246 \| \| 1980 \| 399.322 \| \| 1985 \| 403.357 \| \| 1990 \| 419.414 \| \| 1995 \| 442.356 \| \| 2000 \| 455.487 \| \| 2005 \| 462.862 \| \| 2010 \| 464.130 \| \| 2015 \| 466.657 \| \| 2020 \| 469.611 \| |           |
| Jahr | Einwohner |
| 1976 | 383.246   |
| 1980 | 399.322   |
| 1985 | 403.357   |
| 1990 | 419.414   |
| 1995 | 442.356   |
| 2000 | 455.487   |
| 2005 | 462.862   |
| 2010 | 464.130   |
| 2015 | 466.657   |
| 2020 | 469.611   |

### Konfessionsstatistik
Gemäß dem Zensus 2011 waren 50,9 % der Einwohner römisch-katholisch, 17,1 % evangelisch, und 32,1 % waren konfessionslos oder gehörten einen anderen Glaubensgemeinschaft an. Der Anteil der Protestanten und Katholiken am Gesamtbevölkerung ist seitdem mit 1 % jährlich gesunken. Gemäß dem Zensus 2022 waren (2022) 41,2 % der Einwohner katholisch, 13,8 % evangelisch und 45,0 % waren konfessionslos, gehörten einer anderen Glaubensgemeinschaft an oder machten keine Angabe.
Laut kirchliche Statistik waren Dezember 2022 waren von den Einwohnern 41,3 % katholisch. Ende Dezember 2023 waren von den Einwohnern 39,8 % (191.450) katholisch. Ende Dezember 2024 waren von den Einwohnern 38,9 % (185.300) katholisch.

## Politik

### Kreistag
Stimmenanteile der Parteien in Prozent
| Jahr    | CDU  | SPD  | GRÜNE  | FDP | DIE LINKE. | Pro NRW | FW RhE | PIRATEN | AfD |
| ------- | ---- | ---- | ------ | --- | ---------- | ------- | ------ | ------- | --- |
| 1969    | 43,8 | 48,8 |        | 6,5 |            |         |        |         |     |
| 1975    | 44,5 | 47,9 |        | 7,0 |            |         |        |         |     |
| 1976    | 43,4 | 49,4 |        | 7,1 |            |         |        |         |     |
| 1979    | 45,9 | 47,7 |        | 6,4 |            |         |        |         |     |
| 1984    | 41,6 | 45,8 | 07,3   | 5,3 |            |         |        |         |     |
| 11989 1 | 35,1 | 47,3 | 06,4   | 6,8 |            |         |        |         |     |
| 21994 2 | 38,4 | 47,1 | 08,1   | 4,3 |            |         |        |         |     |
| 1999    | 49,7 | 38,7 | 06,3   | 5,1 |            |         |        |         |     |
| 2004    | 45,0 | 34,6 | 009,97 | 9,2 |            |         |        |         |     |
| 2009    | 41,6 | 28,1 | 11,4   | 9,7 | 3,7        | 2,6     | 2,1    |         |     |
| 2014    | 40,8 | 31,8 | 11,3   | 4,9 | 3,4        | 3,1     | 2,8    | 1,9     |     |
| 2020    | 38,0 | 24,7 | 18,6   | 5,2 | 3,2        | –       | 3,4    | 1,5     | 5,4 |

Fußnoten
- Linke: 3
- Piraten: 1
- Grüne: 15
- SPD: 20
- FW: 3
- FDP: 4
- CDU: 30
- AfD: 4

### Landräte
- 1975–1983: Bernhard Worms, ehrenamtlicher Landrat
- 1983–1984: Willi Kaiser, ehrenamtlicher Landrat
- 1985–1995: Klaus Lennartz, ehrenamtlicher Landrat
- 1995–1999: Wolfgang Bell, erster hauptamtlicher Landrat
- 1999–2013: Werner Stump, erster direkt gewählter hauptamtlicher Landrat
- 2013–2020: Michael Kreuzberg
- seit 2020: Frank Rock

### Oberkreisdirektoren
Bis zum Jahr 1995 waren die Landräte ehrenamtlich. Die Verwaltung führte in dieser Zeit der Oberkreisdirektor. Mit der Übernahme der Verwaltungsaufgaben durch einen hauptamtlichen Landrat entfiel in Nordrhein-Westfalen das Amt des Oberkreisdirektors.
- 1975–1987: Helmuth Bentz
- 1987–1995: Wolfgang Bell, anschließend erster hauptamtlicher Landrat

## Wirtschaft
Im sogenannten „Zukunftsatlas“ von 2016 belegte der Rhein-Erft-Kreis Platz 193 von 402 Landkreisen, Kommunalverbänden und kreisfreien Städten in Deutschland und zählt damit zu den Orten mit „ausgeglichenem Chancen-Risiko-Mix“ für die Zukunft. In der Ausgabe von 2019 lag er auf Platz 131 von 401.

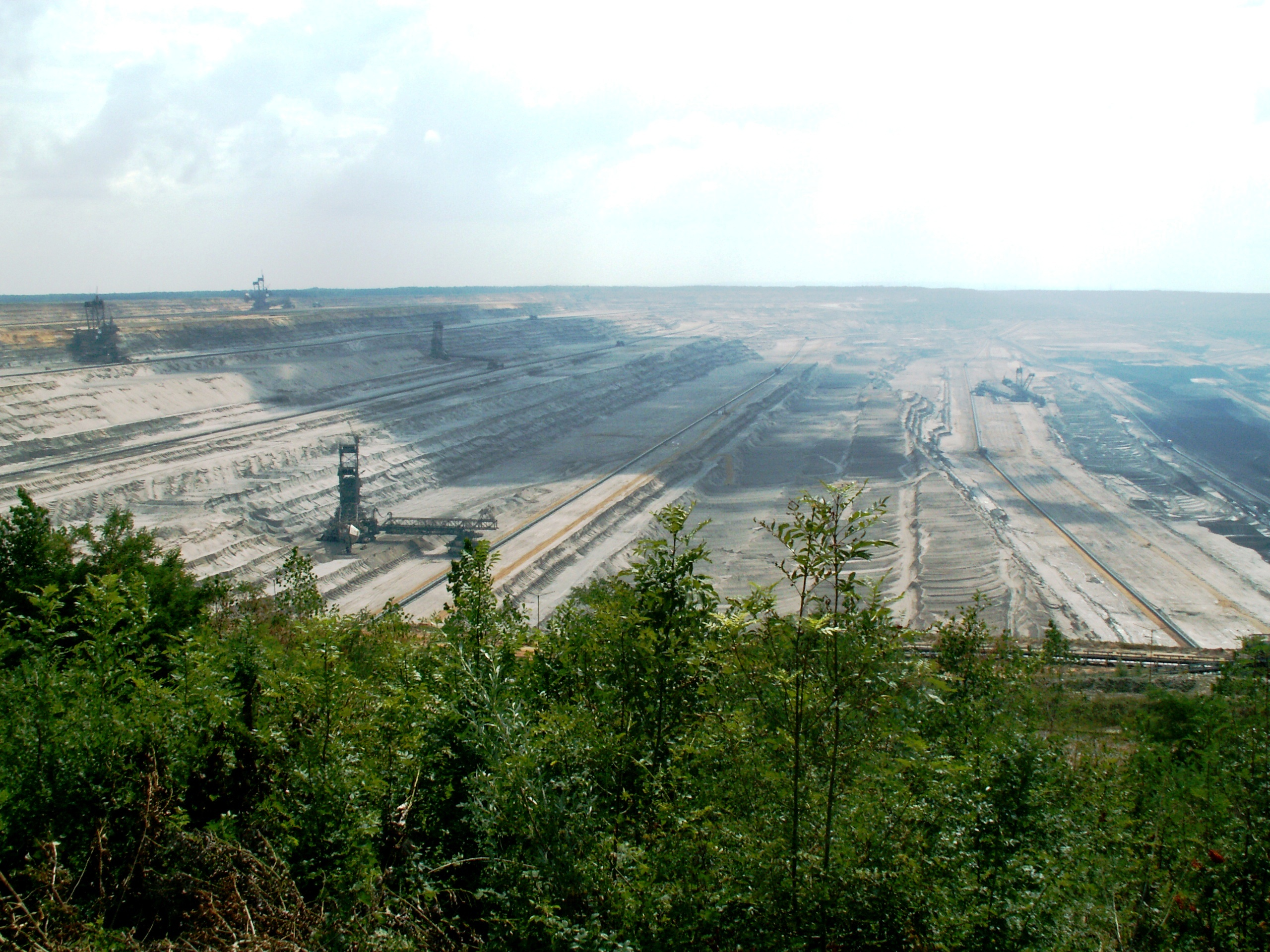
Der Tagebau Hambach vom Aussichtspunkt bei Elsdorf-Angelsdorf gesehen

Der Rhein-Erft-Kreis ist geprägt von Bodenschätzen, im Besonderen von der Braunkohle. Der Kreis liegt im Zentrum des Rheinischen Braunkohlereviers. Das Unternehmen RWE betreibt im Kreisgebiet (Bergheim-Niederaußem) eines der größten Braunkohlekraftwerke Europas. Auch die Landschaft der Region ist von den großen Tagebauen geprägt. Ganze Dörfer mussten den Baggern weichen.
Neben der Energiewirtschaft ist im Süden des Kreises die chemische Industrie stark vertreten, insbesondere die Petrochemie und die Polymerchemie. Bedeutende Betriebe finden sich in Hürth im Chemiepark Knapsack und in Wesseling, unter anderem mit der Raffinerie von Shell sowie der Olefinproduktion von LyondellBasell und dem Polymerwerk von Braskem.

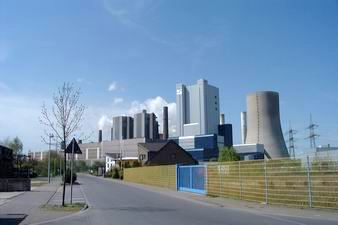
Kraftwerk Niederaußem 2004

## Gesundheitswesen
In allen Städten, außer in Kerpen, Pulheim und Elsdorf, befinden sich Krankenhäuser der Grund- und erweiterten Versorgung. Die meisten Fachkliniken gibt es in Hürth, das Frechener St. Katharinenhospital ist Akademisches Lehrkrankenhaus der Universität zu Köln und beheimatet beispielsweise die einzige neurologische Fachklinik im Kreis. Eine Arbeitsgemeinschaft der Selbsthilfegruppen im Rhein-Erft-Kreis gilt als Ansprechpartner für Suchende.

## Verkehr

### Schienenverkehr

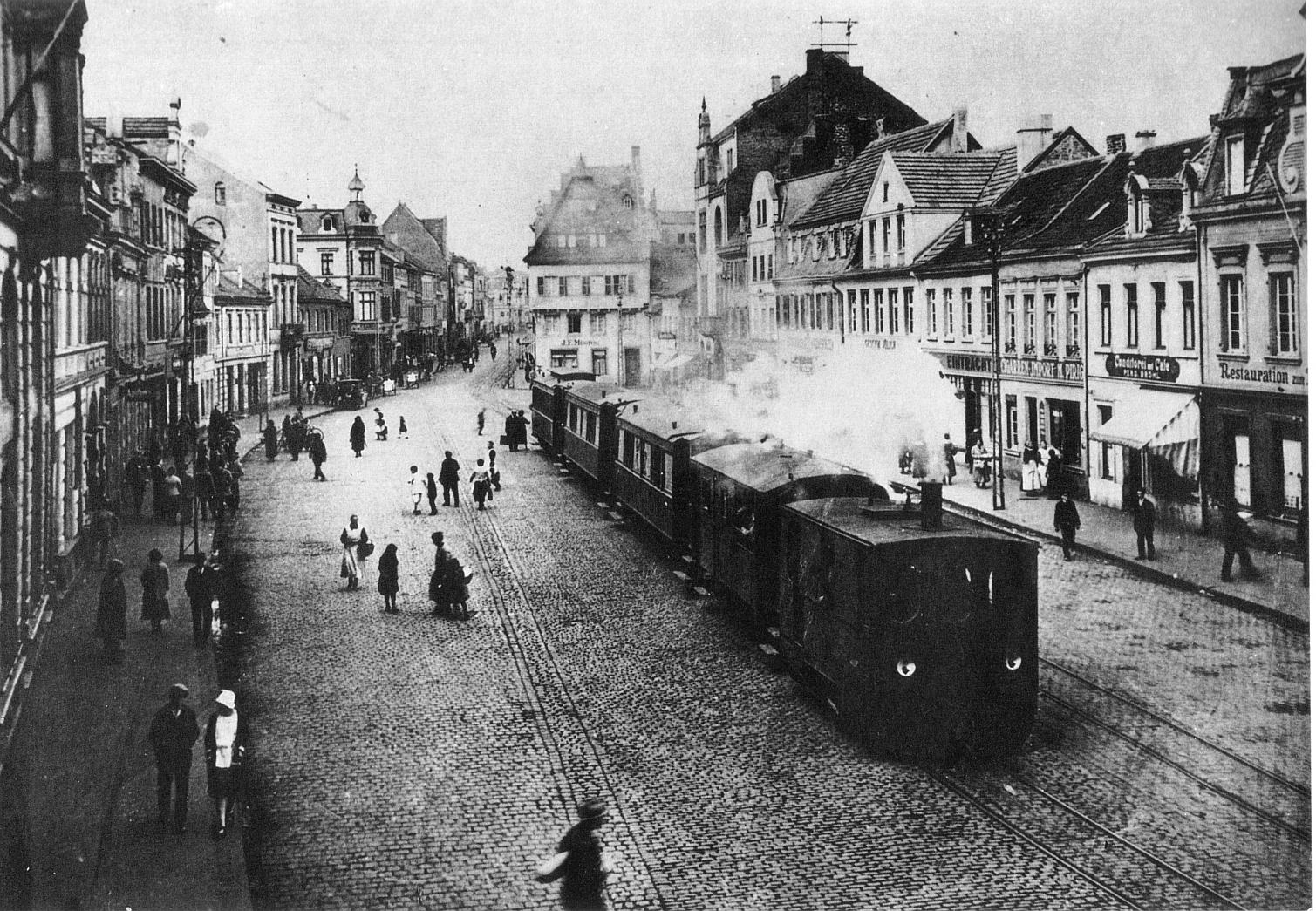
Der „Feurige Elias“ auf dem Brühler Markt um 1900

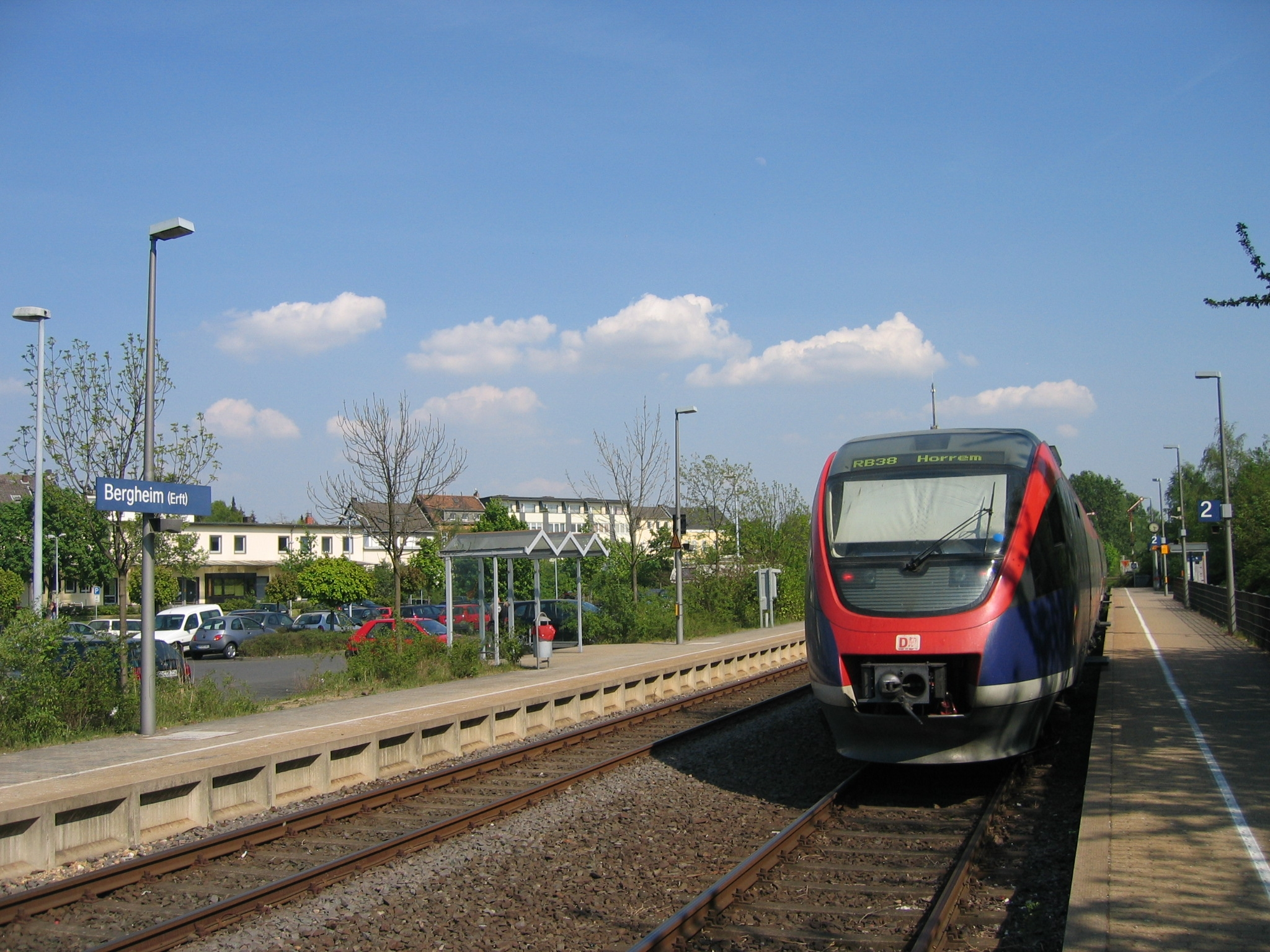
Ein Zug der Erftbahn im Bahnhof Bergheim

Da der Kreis sich fast komplett um das linksrheinische Köln schließt, sind die Städte des Rhein-Erft-Kreises an die von Köln ausgehenden Eisenbahnstrecken angebunden:
- Hürth und Brühl an die Strecken Köln–Bonn–Koblenz (linke Rheinstrecke), bzw. Köln–Euskirchen–Trier (Eifelstrecke)
- Frechen und Kerpen an die Strecke Köln–Horrem–Düren–Aachen (auch S-Bahn)
- Pulheim an die Strecke Köln–Grevenbroich–Mönchengladbach
- Erftstadt an die Strecke Köln–Euskirchen–Trier (Eifelstrecke)
- Bergheim an die Strecke (Köln–)Horrem–Bergheim–Bedburg(–Neuss)
- Bedburg an die Erftbahn und an die Bahnstrecke Düren–Neuss

Bergheim und Bedburg liegen an der Erftbahn, einer Verbindungsstrecke von Horrem nach Bedburg. Dabei handelt es sich um eine Strecke der ehemaligen Bergheimer Kreisbahn.
Die Bahnstrecke Düren–Neuss ist seit 1995 nur noch bis Bedburg betriebsfähig. Der Abschnitt Elsdorf-Düren wurde mit der Erweiterung des Tagebaus Hambach abgegraben. Der Abschnitt Bedburg-Elsdorf wurde mangels Nachfrage demontiert. Die Trassenführung ist jedoch bis heute im Gelände erkennbar.
Die Städte Wesseling, Brühl, Hürth und Frechen sind zudem noch an das Kölner Stadtbahnnetz angeschlossen. Durch Wesseling führt die Rheinuferbahn der ehemaligen Köln-Bonner Eisenbahnen (KBE), heute Stadtbahnlinie 16. Durch Hürth und Brühl fährt die ehemalige Vorgebirgsbahn der KBE, heute Linie 18. Nach Frechen verläuft die Strecke der ehemaligen Köln-Frechen-Benzelrather Eisenbahn (KFBE), heute die Stadtbahnlinie 7.

### Straßenverkehr
Durch die zentrale Lage zwischen den Großstädten des Rheinlandes verfügt der Rhein-Erft-Kreis über eine sehr dichte Straßeninfrastruktur. Drei Autobahnen durchschneiden den Kreis als Hauptverkehrsachsen. Etwa mittig von Ost nach West durch das Kreisgebiet verläuft die Autobahn 4 (Aachen-Köln) mit Anschlussstellen in Frechen und Kerpen. Im Kreuz Kerpen trifft sie auf die Autobahn 61 (Koblenz-Venlo), die den Kreis von Südost nach Nordwest durchquert, parallel zur Erft. Auf der A 61 bestehen mehrere Anschlussstellen in Erftstadt, Kerpen, Bergheim und Bedburg. Auf Erftstädter Stadtgebiet teilt sich die A 61 ihre Trasse für mehrere Kilometer mit der Autobahn 1. Im Kreuz Bliesheim zweigt die A 1 nach Südwesten Richtung Euskirchen und Trier ab, im Abzweig Erfttal nach Nordosten Richtung Köln und Dortmund. Hier gibt es im weiteren Verlauf Anschlussstellen in Hürth und Frechen. Die Autobahnen 1 und 61 wurden bei den Hochwassern im Juli 2021 im Raum Erftstadt/Kerpen/Hürth zum Teil schwer beschädigt und mussten monatelang gesperrt werden. A 1 und A 4 treffen sich schließlich auf der Grenze zum Kölner Stadtgebiet im Kreuz Köln-West und bilden ab hier den nordwestlichen bzw. südlichen Teil des Kölner Autobahnrings.
Am Kreuz Bliesheim zweigt noch die kurze Autobahn 553 nach Nordosten ab und erschließt mit drei Anschlussstellen das Stadtgebiet von Brühl. Als Bundesstraße 51 führt sie bis an den Kölner Autobahnring. Parallel zum Rhein verbindet die Autobahn 555 Köln und Bonn und verläuft hier auf Wesselinger Stadtgebiet mit einer eigenen Anschlussstelle. Unmittelbar nordöstlich der Kreisgrenze verläuft die Autobahn 57 von Köln Richtung Krefeld und Nimwegen. Nordwestlich des Kreises verläuft die Autobahn 44 (Aachen-Düsseldorf). Einzig auf dem Stadtgebiet von Pulheim befinden sich keine Autobahnen und Autobahnanschlussstellen (die Anschlussstelle „Elsdorf“ auf der Autobahn 4 liegt eigentlich auf Kerpener Stadtgebiet, die Anschlussstelle „Bergheim“ liegt auf der Stadtgrenze von Bergheim und Elsdorf). Allerdings ist Pulheim über die Anschlussstellen Köln-Bocklemünd (A 1), Köln-Worringen (A 57) und Frechen-Nord (A 4) unmittelbar außerhalb der Stadtgrenzen an das Autobahnnetz angeschlossen.
Neben den Autobahnen dienen mehrere Bundesstraßen, zum Teil ausgebaut als mehrspurige Schnellstraßen, als weitere Verkehrsachsen. Die Bundesstraße 59 verbindet Pulheim mit Köln und Grevenbroich. Die Bundesstraße 477 (Neuss-Zülpich) durchquert den westlichen Teil des Kreises von Nord nach Süd. Die Bundesstraßen 264 und 265 laufen jeweils von Köln kommend nach Westen bzw. Südwesten durch den Kreis Richtung Düren und Zülpich. Die Bundesstraße 55 durchquerte den Kreis früher parallel zur Autobahn 4. Heute ist nur noch ein kleines Teilstück in Elsdorf Teil der B 55, die weiteren Abschnitte wurden zu Landstraßen abgestuft (u. a. die Aachener Straße in Königsdorf). Ebenso wurden die Abschnitte der Bundesstraße 9 im Stadtgebiet von Wesseling inzwischen abgestuft, sie wird hier durch die A 555 ersetzt. Ein Teilstück der Bundesstraße 51 verbindet die Autobahn 553 mit dem Kölner Ring.

### Busverkehr
Die kreiseigene Rhein-Erft-Verkehrsgesellschaft (REVG) unterhält zahlreiche Regionalbuslinien. Die wichtigsten werden in der Regel im Halbstundentakt bedient. Zusätzlich gibt es noch die Linie 145 der KVB (Kölner Verkehrs-Betriebe), diese verbindet Frechen mit Köln-Bocklemünd über Köln-Weiden, Köln-Lövenich, Köln-Widdersdorf.
Darüber hinaus betreibt die REVG sowie die Stadtwerke Wesseling, Stadtwerke Brühl und die Stadtwerke Hürth zahlreiche Buslinien mit lokaler Bedeutung. Die Ringbuslinie 921 in Kerpen-Sindorf und die Buslinie 922 in Kerpen, Elsdorf und Bergheim werden von der Firma Tirtey aus Rödingen betrieben.
In den 1990er Jahren wurde das Angebot insbesondere in den Abendstunden nach 22 Uhr stark gekürzt (Bedienung nur noch aus Richtung Köln in den Kreis hinein) und durch städtische Anrufsammeltaxen ersetzt. Der Nachteil dieser Anrufsammeltaxen liegen darin, dass diese nur auf Bestellung fahren und selten ein Angebot über die jeweiligen Stadtgrenzen aufweisen können. In Wesseling betreiben die Stadtwerke zusammen mit der REVG einen „Stadtbus“, die Linie 721. Die Städte Hürth und Brühl haben in Kooperation mit der RVK einen eigenen Stadtbusverkehr aufgenommen, sodass die REVG dort nur noch einzelne Linien in die übrigen Gebiete im Kreis betreibt, welche vor allem im Komfortstandard und in der Bedienungsfrequenz starke Unterschiede zum teilweise im 20-Minuten-Takt verkehrenden Stadtbus aufweisen. In Brühl betreibt die RVK im Auftrag des Kreises Euskirchen zudem noch die Linie 985, welche von Brühl über Weilerswist nach Euskirchen führt. Der Rhein-Erft-Kreis gehört zum Tarifgebiet des Verkehrsverbund Rhein-Sieg (VRS).

## Kultur

### Kulturdenkmäler
sind in der Regel unter den jeweiligen Städten, Gemeinden und Ortsteilen aufgeführt
- Bauwerke von überregionaler Bedeutung
  - Schloss Augustusburg mit Kirche Maria zu den Engeln, Park und Jagdschloss Falkenlust (Brühl)
  - Abtei Brauweiler
  - Schloss Bedburg
  - Schloss Paffendorf
- Skulpturen und Einzelstücke
  - Das sogenannte fränkische Fürstengrab im ehem. Morken-Harff bei Bedburg ca. 600 n. Chr. Ein mit Goldbeschlägen verzierter Spangenhelm befindet sich heute im Rheinischen Landesmuseum Bonn; eine Kopie wird im Schloss Paffendorf gezeigt.
  - Der Büsdorfer Kruzifixus von 1060/1070 (vergleichbar dem Gerokreuz im Kölner Dom)
  - Die Pietà in Frechen-Grefrath von 1420/1430
  - Das Antwerpener Schnitzretabel von 1520 in der Sankt-Pankratius-Kirche (Paffendorf)
- Technische Baudenkmäler
  - Die Brücke der Rheinbraun Nord-Süd-Bahn über die Bundesbahnstrecke Köln-Aachen (siehe Horrem) war bei ihrer Erbauung 1953/1954 die Spannbetonbrücke mit der weitesten Spannweite in Deutschland.
- Denkmalensembles
  - Die Altstadt von Kaster
  - Die Ausstattung Frechener Häuser aus der Zeit zwischen den Weltkriegen mit Frechener Baukeramik
- Bauwerke von regionaler Bedeutung
  - Die Landesburg Lechenich (ab 1306), einer der ersten Backsteinbauten im Rheinland, nachdem die Technik des Brennens von Ziegeln nach der Römerzeit in Vergessenheit geraten war.
  - Die Synagoge in Stommeln von 1882, eine von insgesamt vier Synagogen in der Umgebung Kölns (neben Köln, Hülchrath, Titz-Rödingen) sowie 27 jüdische Friedhöfe
  - Die Moscheen in Wesseling und Alt-Hürth, sind die einzige auf dem Gebiet von Stadt Köln und Rhein-Erft-Kreis im nachempfundenen byzantinischen Kuppelbau-Stil. Vergleichbare Bauten stehen in Aachen und Königswinter.

#### Jüdische Friedhöfe
Für den Rhein-Erft-Kreis sind 27 jüdische Friedhöfe dokumentiert: in Bergheim (5), in Bedburg (3), in Brühl (1), in Elsdorf (2), in Erftstadt (7), in Frechen (1), in Hürth (2), in Kerpen (3), in Pulheim (2) und in Wesseling (1). Es sind schützenswerte Kulturdenkmäler – steinerne Zeugen für ehemals existierende jüdische Gemeinden und eines regen jüdischen Gemeindelebens bis in die 1930er Jahre.

### Partnerschaften
Der Rhein-Erft-Kreis unterhält zwei Partnerschaften mit europäischen Regionen:
- seit 1969 mit dem französischen Département Morbihan (einer Gebietskörperschaft) in der Bretagne;
- seit 2001 mit dem polnischen Powiat Bielski (einem Landkreis) in Oberschlesien.

Der Kreis ist Mitglied der Regionale 2010 in der Region Köln/Bonn.